# Меричи, Анджела
А́нджела Мери́чи (итал. Angela Merici; 21 марта 1474, Дезенцано-дель-Гарда, Венецианская республика — 27 января 1540[…], Брешиа, Венецианская республика) — святая Римско-Католической Церкви, монахиня, основательница женской монашеской конгрегации урсулинок.

## Биография
В возрасте 15 лет стала сиротой, потеряв своих родителей, которые умерли от болезни, после чего стала жить у своего родного дяди, которому она помогала в его хозяйстве. В юности вступила в третий францисканский монашеский орден для мирян. В 1516 году переехала в город Брешиа, где вступила в католическую организацию «Божественная Любовь». Занималась благотворительной деятельностью, посещая больных в госпитале, организуя приюты для сирот и школы для бедной молодёжи. В 1524 году совершила паломничество в Палестину, в 1525 году — в Рим, чтобы получить индульгенцию в Юбилейный год. Вернувшись в Брешию, она вскоре была вынуждена покинуть Брешию из-за вторжения австрийских войск императора Карла V.
В Милане в 1535 году, в возрасте 60 лет, Анджела Меричи основала монашескую конгрегацию урсулинок, которая занималась воспитанием девушек. Организация получила название «Общество смиренных сестёр святой Урсулы». Вступившие в конгрегацию девушки продолжали жить в своих семьях, одновременно собираясь в монашеском доме для совместной молитвы. Структура конгрегации разделялась на городские общины, которые в свою очередь организовывались по районам и кварталам. 18 августа 1536 конгрегация, основанная Анджелой Меричи, была признана местным епископом. В 1537 году стала первой настоятельницей данной конгрегации. Своей благотворительной и социальной деятельностью Анджела Меричи повлияла на духовное обновление итальянского общества. Анджела Меричи скончалась 27 января 1540 года.

## Прославление
30 апреля 1768 года Анджела Меричи была беатифицирована римским папой Климентом XIII. 24 мая 1807 года была канонизирована римским папой Пием VII. 
День памяти в Католической церкви — 27 января.